# Hiéroglyphes olmèques

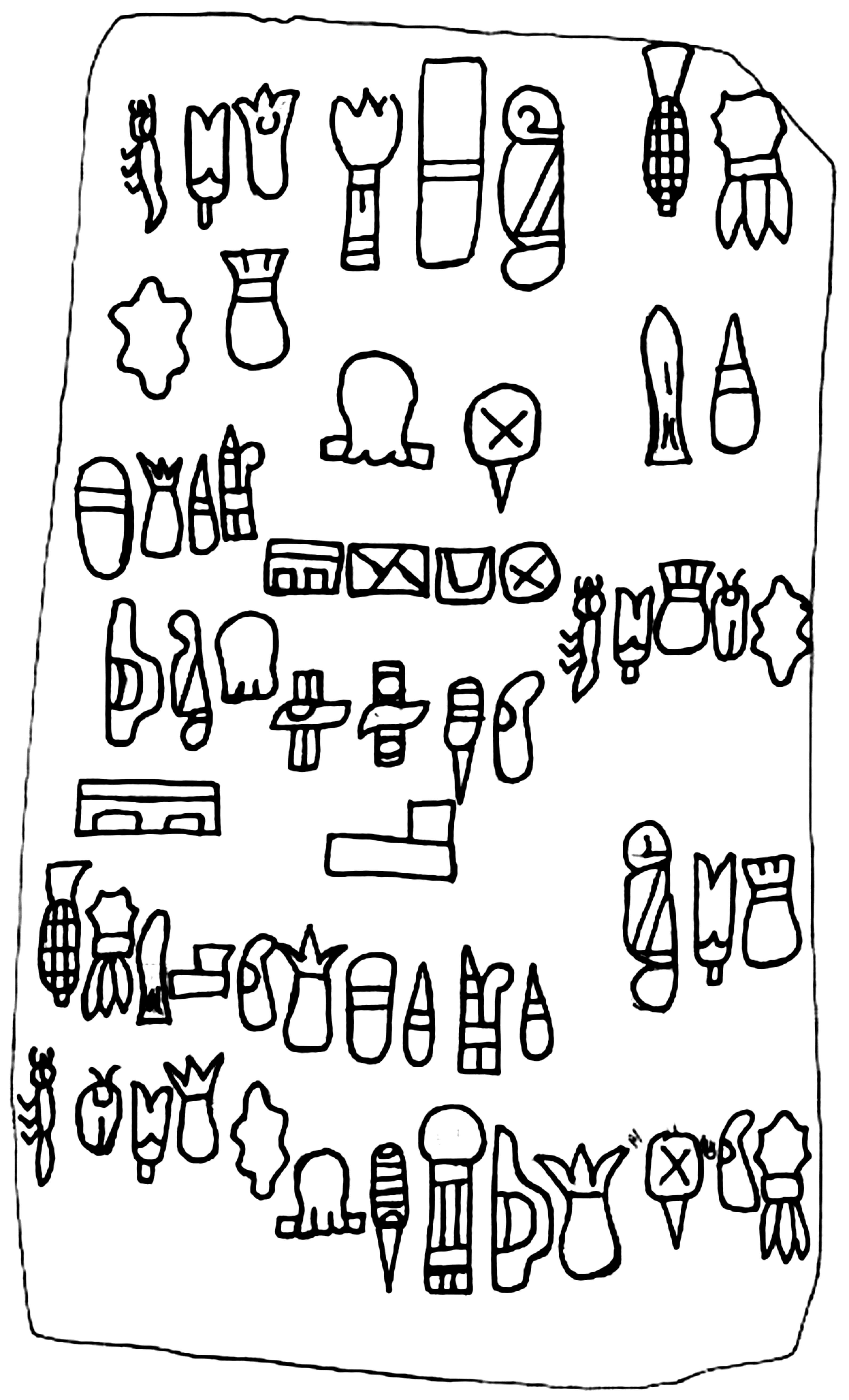
Les 62 signes de la Stèle de Cascajal qui pourrait être de l'écriture olmèque

Les hiéroglyphes olmèques forment un système d'écriture pictographique remontant à au moins aux années 650 av. J.-C., utilisé par la civilisation olmèque.
Caterina Magni évoque l'existence de glyphes, notamment sur la Stèle 13 de La Venta. Elle signale l'existence d'un cylindre-sceau provenant de Tlatilco remontant à 650 av. J.-C. témoignant déjà selon certains scientifiques de l'existence d'une forme d'écriture. Puis avec la découverte de la Stèle de Cascajal on peut penser que les spécialistes vont s'accorder à reconnaître que l'écriture est enfin identifiable dans la culture olmèque. Même si certains archéologues, à l'instar de David Grove et Christopher Pool ou Max Schvoerer, restent sceptiques sur l'authenticité de la stèle. En outre, la stèle C de Tres Zapotes, une des plus anciennes qui soient connues à ce jour, recourt à une graphie analogue à celle qu'adopteront plus tard les Mayas pour les chiffres (un point = 1, et une barre = 5). L'inscription évoquerait une date correspondant à 425 ou 432 av. J.-C.